# Druhý Fickův zákon
Druhý Fickův zákon je matematickým modelem difuze. 
V nejjednodušším případě (v homogenním izotropním materiálu) má tvar
{\displaystyle {\frac {\partial c}{\partial t}}=D\nabla ^{2}c,}
kde {\displaystyle c} je koncentrace (množství dané substance), {\displaystyle t} je čas a 
{\displaystyle D} je difuzní koeficient. 
Laplacián poskytuje informaci o lokálních rozdílech v dané funkci (zde koncentrace), časová změna {\displaystyle \partial c/\partial t} pak znamená, že vrcholy (lokální rozdíl) dané funkce jsou "vyhlazovány" tím rychleji čím jsou větší. Jde o nejznámější příklad parciální diferenciální rovnice parabolického typu. Jedná se o speciální případ bezzdrojové difuzní rovnice. Proto je rovnice identická například s rovnicí vedení tepla.